# Fromage blanc
Le fromage blanc est un fromage à pâte fraîche, obtenu par une coagulation lactique, avec ou sans une action légère de la présure, faiblement égoutté et non affiné. Suivant la réglementation française : « La dénomination fromage blanc est réservée à un fromage non affiné qui, lorsqu'il est fermenté, a subi une fermentation principalement lactique. Les fromages blancs fermentés et commercialisés avec le qualificatif frais ou sous la dénomination fromage frais doivent renfermer une flore vivante au moment de la vente au consommateur ».
D'origine très ancienne, les fromages blancs frais, au sens large, sont des produits apparus dès le néolithique, fabriqués et consommés dans toutes les grandes régions d'élevage du monde.
Fabriqué artisanalement ou industriellement, le fromage blanc est une pâte de consistance semi-fluide et crémeuse qui se consomme nature, salée ou sucrée, et intervient dans de très nombreux mets. Sur le plan diététique, c'est une bonne source de calcium et de protéines.

## Caractéristiques

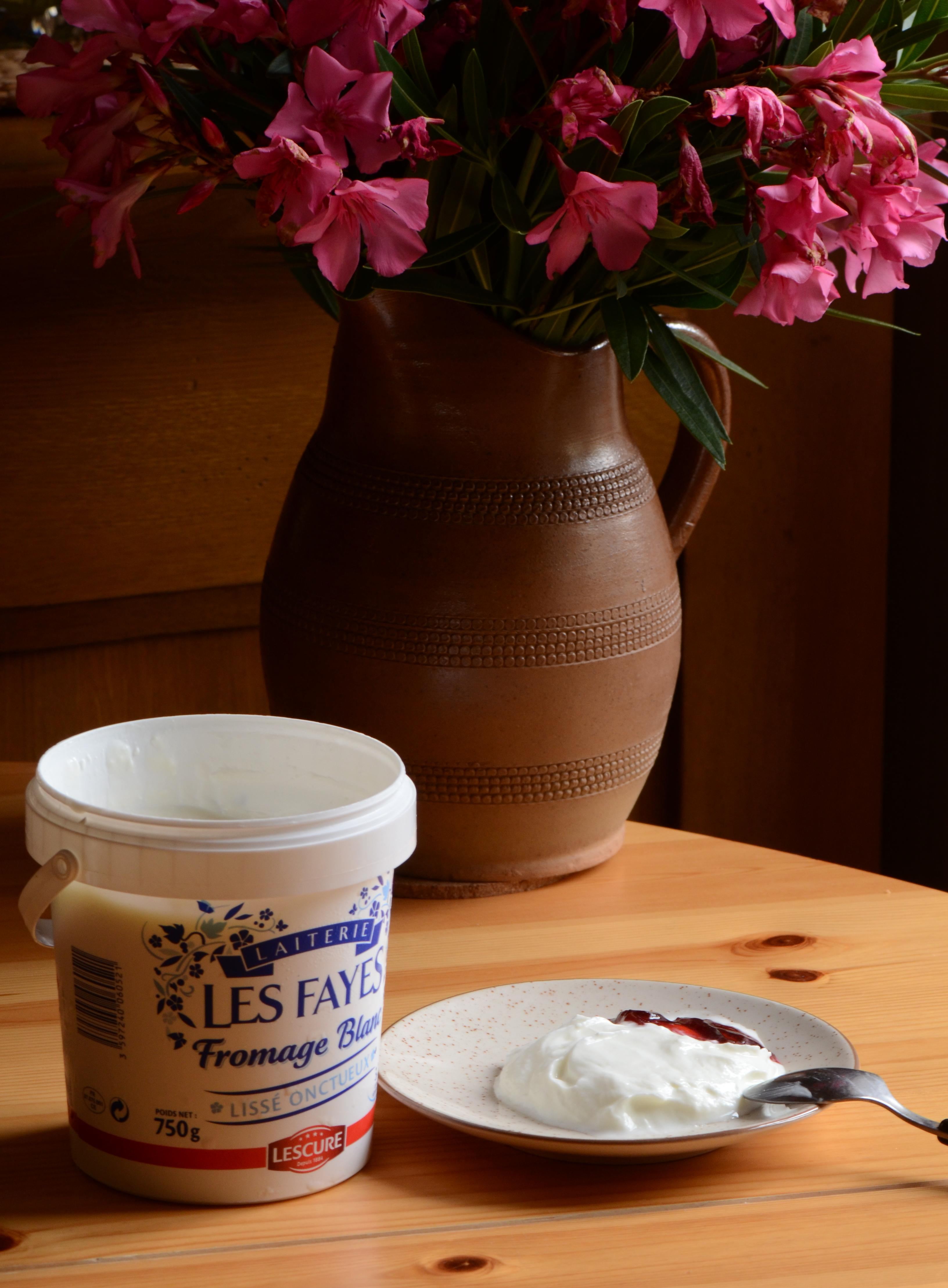
Fromage blanc battu industriel accompagné de confiture.
Ingrédients : lait pasteurisé, crème pasteurisée et ferments lactiques.

La fabrication traditionnelle du fromage blanc est simple : on abandonne le lait dans un endroit frais pour que la crème ait le temps de monter avant la coagulation spontanée. Après avoir retiré cette crème et fait écouler le petit lait, on prélève le caillé avec une écumoire et on l'égoutte dans des formes de paille, de joncs, de métal, de plastique ou de terre cuite. Il doit alors être consommé rapidement car il ne se conserve pas. Cependant, cette méthode donne généralement un caillé suri dont le goût est jugé désagréable au moins dans les pays occidentaux.
L’ajout au lait de présure naturelle issue de la caillette des jeunes ruminants, ou de plantes (chardonnette, suc de figuier) favorisant le caillage, est une méthode ancestrale qui fait encore partie de la recette de la caillebotte, de la jonchée, de la piquette et du jben.
Actuellement les fromages blancs sont transformés à partir de lait ensemencé de ferments lactiques ou de présure. Seuls ces deux procédés sont autorisés par la réglementation française,. Sous l'action de l'acidification provoquée par les bactéries lactiques avec un emploi limité de l'enzyme coagulante, le lait coagule et donne deux produits qui peuvent être séparés : le caillé et le lactosérum. Le fromage blanc fermier est obtenu à partir de lait cru. Le fromage blanc industriel est fabriqué à partir de lait écrémé pasteurisé et, après égouttage du caillé, reçoit une quantité adaptée de crème pasteurisée, sous forte pression. L'ensemble caillé et crème doit ensuite être homogénéisé d'où des appellations commerciales comme fromage battu ou fromage lissé.
Le yaourt se distingue du fromage blanc par le fait que c'est un caillé acide (toujours obtenu sans présure) et qu'en général, il ne subit pas de fragmentation du gel suivi d'un égouttage. D'autre part la règlementation française demande que la fermentation du yaourt dévolu au commerce soit produite exclusivement par deux bactéries lactiques thermophiles spécifiques. Par contre, la coagulation du lait pour obtenir du fromage blanc peut être faite par des ferments lactiques mésophiles (présents naturellement comme Lactococcus lactis ou sous forme de ferments apportés) et/ou avec de la présure.
N'étant pas affinés, les fromages blancs doivent être conservés au froid. Ils se caractérisent par un fort taux d'humidité (en général de 70 à 86 %), une texture molle, granuleuse ou lisse et par une blancheur éclatante. Leur saveur est douce et légèrement acidulée. Ils se consomment salés ou sucrés. Le jben marocain se conserve séché après exposition au soleil.
En France, l'appellation « fromage blanc » n'est pas une spécialité fromagère régionale ; il se fabrique partout et toute l'année. Il existe toutefois plusieurs fromages frais traditionnels, liés à une région comme la cervelle de canut, dans le Lyonnais, le claquebitou en Bourgogne, le fontainebleau dans la région de Fontainebleau, le fromage frais de Nîmes, le gournay frais du pays de Bray en Seine-Maritime, le Bibbelkääs en Moselle germanophone et le Bibeleskaes en Alsace, etc.

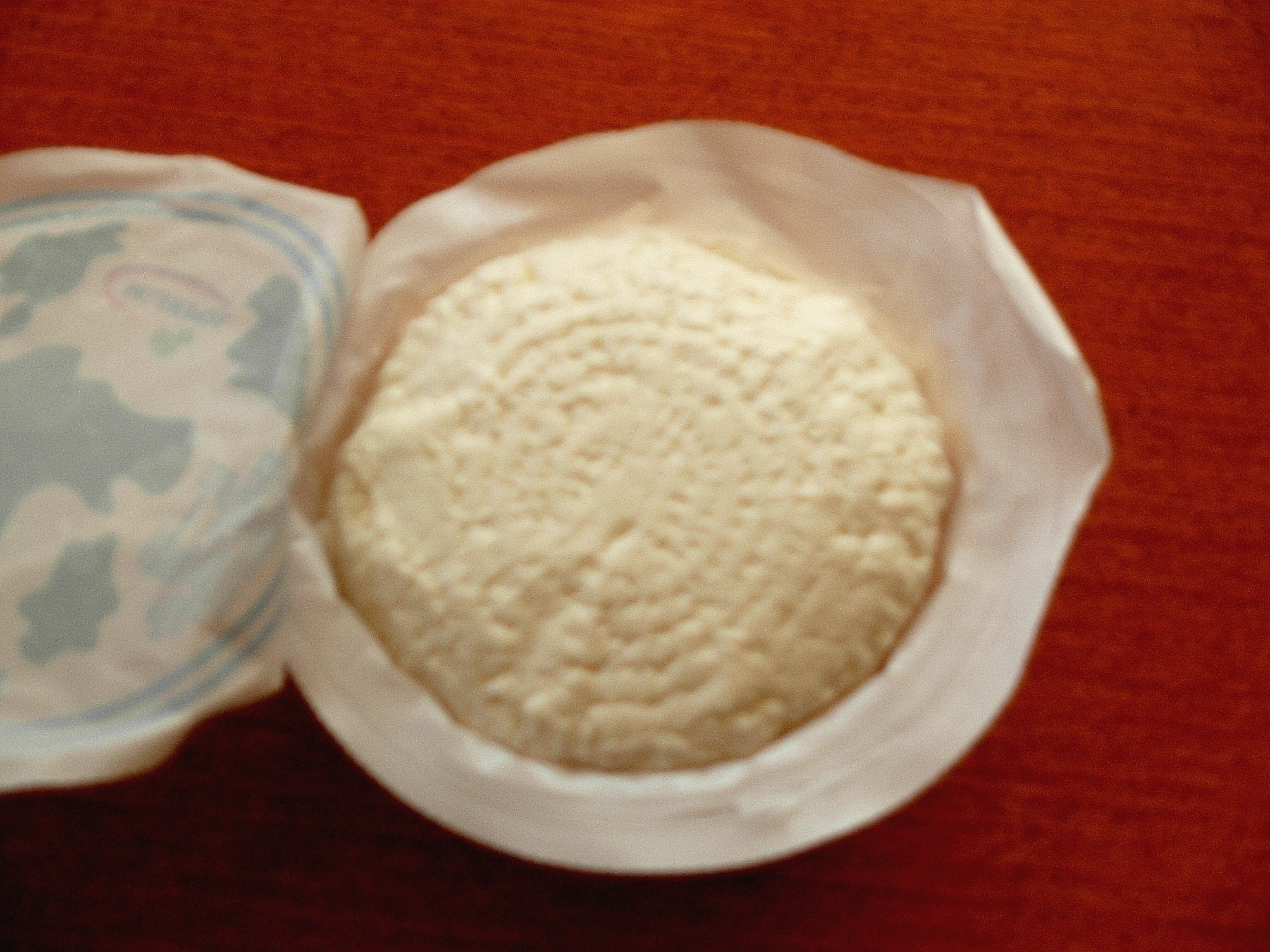
Twaróg : un fromage frais polonais et son emballage.

Le fromage blanc appartient à la classe plus large des fromages frais. C'est dans cette catégorie que l'on peut reporter les différents fromages à pâte fraiche trouvés ailleurs dans le monde tels que :
- le tvarog, tvorog, twaróg (pl) ou tvaroh des Slaves
- le Quark des Allemands (que les anglophones écrivent parfois quarg)[10].
- le cottage cheese au Royaume-Uni et en Amérique du nord, connu au Québec sous le nom générique « fromage cottage ».
- le séré est un fromage frais suisse à base de lait de vache (à ne pas confondre avec le sérac, un fromage de lactosérum)
- la maquée chez les francophones de Belgique (plattekaas chez les néerlandophones), obtenue à partir du babeurre
- le jben ou jban au Maroc fait de lait de vache, de brebis, de chèvre ou de chamelle.

etc.
Dans toutes les régions de montagne aux conditions de vie difficile, on récupère le lactosérum issu de l'égouttage d'un caillé frais pour faire un fromage frais. On trouve ainsi des fromages frais fabriqués à partir du lactosérum de brebis ou de chèvres (nommés aussi  brousses) :
- le brebis frais du Cassedou dans le Quercy lotois
- le brocciu de Corse
- le breuil (cenberona en basque) du Pays basque
- le greuilh de la vallée d'Ossau
- le sérac ou recuite de Savoie

etc.

## Histoire
L'origine du fromage remonte probablement au début de l'agriculture et de l'élevage dans le Croissant fertile. Après avoir maitrisé l'élevage et la traite, les premiers éleveurs néolithiques constatèrent très vite que le lait exposé à l'air ambiant passait à l'état pâteux ou solide après une attente de quelques heures ou quelques jours. Cette coagulation spontanée, produite par les micro-organismes ambiants, fut utilisée pendant des millénaires. Elle donne un fromage frais au goût acidulé (ou suri selon les appréciations) qui doit être consommé rapidement. Pour être consommé hors de la saison de forte production laitière, il fallut développer des techniques de concentration des matières sèches donnant des fromages secs de plus longue conservation.
L'autre technique de coagulation par la présure animale ou végétale remonte aussi à l'antiquité. Les Grecs avaient ainsi observé que la coagulation du lait peut être favorisée par l'usage du latex du figuier. La chardonnette, capitule des artichauts et cardons en fleurs était et est également utilisée.
Premier fromage des éleveurs et cultivateurs, le fromage blanc maigre reste le fromage principal dans les campagnes pendant des siècles.

### Fromage de pauvres et fromage de riches

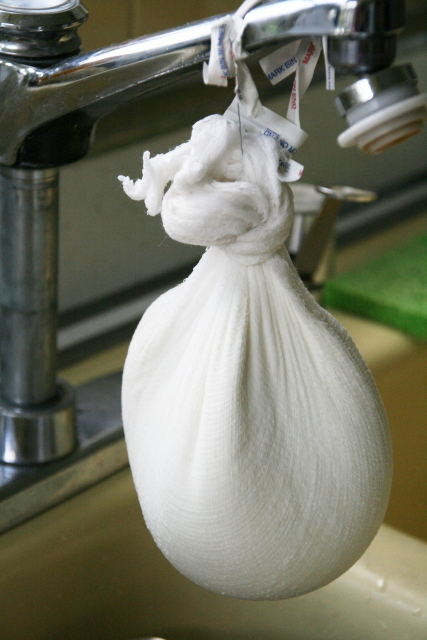
Égouttage du caillé dans un tissu.

L'Encyclopédie de Diderot et d'Alembert, distingue deux catégories de fromage : un premier fromage formé seulement de la partie caséeuse du lait, sans matière grasse, est qualifié de « grossier, peu lié, très disposé à aigrir ; il est abandonné aux gens de la campagne. Tous les fromages qui ont quelque réputation, & qui se débitent dans les villes, sont de la seconde espèce ; ils sont moëlleux, gras, délicats, peu sujet à aigrir ».
Jusqu'à la fin du XIXe siècle, le fromage blanc maigre, fabriqué à la ferme à partir du lait écrémé, est destiné à l'alimentation des travailleurs journaliers (Pouriau, 1872). Par contre, dans les campagnes proches des grandes villes, on fabrique un fromage blanc enrichi de crème destiné aux citadins. Il s'agit d'un fromage frais fabriqué avec du lait entier auquel on ajoute un peu de crème fraiche. Dans l'Ile-de-France, les « fromages à la crème, à la pie, livrés frais à la consommation, se fabriquent principalement dans les petites vallées fraîches et herbeuses de Seine-et-Oise, vers Montfort, Montlhéry, Longjumeau et jusqu'en Seine-et-Marne (Coulommiers), et l'Oise (Compiègne) » (Pouriau 1872). Les crémiers de Paris, participent aussi à la fabrication de fromage double-crème dont l'onctuosité était recherchée par les clients. Tous les ans, à partir d'avril, les crémiers recevaient des fromages mous et frais des environs de Paris et de la crème venant notamment de Mantes. « Chaque matin, ces matières premières sont mélangées, malaxées et transformées en fromage double-crème, d'une finesse extrême, et qui ont la forme de cœurs comme le petit panier en osier qui le renferme » (Pouriau 1872).
Cette opposition fromage maigre du pauvre/fromage gras du riche est certainement très ancienne. On la trouve par exemple au XVIe siècle, chez l'agronome Olivier de Serres qui explique que sur son domaine du Pradel (Ardèche), il fait écrémer le lait pour faire le fromage de tous les jours mais qu'il produit un fromage gras pour accueillir ses invités,.
Dans l'Est, le fromage blanc est appelé « viande du pauvre » car « très longtemps les plus pauvres durent se contenter de fromages secondaires ». À Lyon, la cervelle de canut est un fromage blanc égoutté relevé avec de l'ail, des échalotes et divers condiments hachés. Au XIXe siècle, la « cervelle » était la nourriture ordinaire des ouvriers de la soierie.

### Le petit-suisse et les débuts de l'industrie fromagère
En France avant 1850, la production de fromage est exclusivement fermière. Ce n'est qu'à partir du milieu du XIXe siècle que les exploitations agricoles se spécialisent dans la production fromagère et que la production laitière augmente suffisamment pour permettre de faire du fromage un produit commercial. Le développement des voies de communication met les marchés urbains à la portée des producteurs. D'après les enquêtes agricoles décennales, la consommation de Paris atteint presque 4 millions de kilos de fromages frais (pour 3 millions de kilos de fromages secs) pour la période 1865-1875. La décennie suivante, elle augmentera encore d'un tiers.
Le pays de Bray, à l'est de Rouen, devint à l'époque un pôle de développement pour les fromages frais et à pâtes molles. Plusieurs innovations furent les moteurs d'un nouveau mode de production du fromage. Tout d'abord, Étienne Pommel (né en 1756) qui dirige une ferme importante de 150 à 200 vaches près de Gournay-en-Bray, conçoit un fromage frais enrichi en crème qu'il moule ensuite en un petit cylindre entouré d'une feuille de papier paraffiné laissant l'eau s'évaporer (dit papier Joseph). Il envoie ses fromages dans les départements limitrophes et à Paris, grâce aux chemins de fer. La réussite de sa formule l'incite à créer une fromagerie à Gournay en 1828. Il invente par la même occasion, la boite en bois de 6 ou 12 fromages au couvercle gravé à son nom.
Les clés de la réussite de cette formule furent reprises par Charles Gervais (1826-1893) qui sut en faire un succès commercial de grande ampleur. À Paris, il commence avec un atelier de préparation de fromage à partir de caillé et de crème expédiés à partir d'une fromagerie normande qu'il avait acheté à Ferrières-en-Bray, près de Gournay-en-Bray. M. Gervais n'hésite pas à utiliser la réputation des fromages suisses pour prétendre que ses fromages sont originaires du canton de Vaud en Suisse. On attribue généralement à Mme Hérould, la fermière normande auquel il est associé, la création de l’appellation « petit-suisse » en honneur de son vacher helvète qui lui aurait suggéré d'enrichir le caillé de crème, comme l'avait déjà fait Étienne Pommel. En 1872, Charles Gervais crée le Carré frais Gervais et en quelques années, la fromagerie devint une véritable usine. On assiste à cette époque dans plusieurs régions, à la naissance de l'industrie fromagère. Le groupe Gervais sait profiter des progrès techniques et scientifiques du début du XXe siècle pour se développer. En 1967, la fusion de Gervais avec Danone donne la première entreprise française de produits laitiers frais. En 2010, l'usine de Ferrière-en-Bray est la plus grosse usine de produits laitiers de Danone en France. Sur 11 hectares, elle sort 200 000 tonnes de produits finis chaque année.

## Fabrication

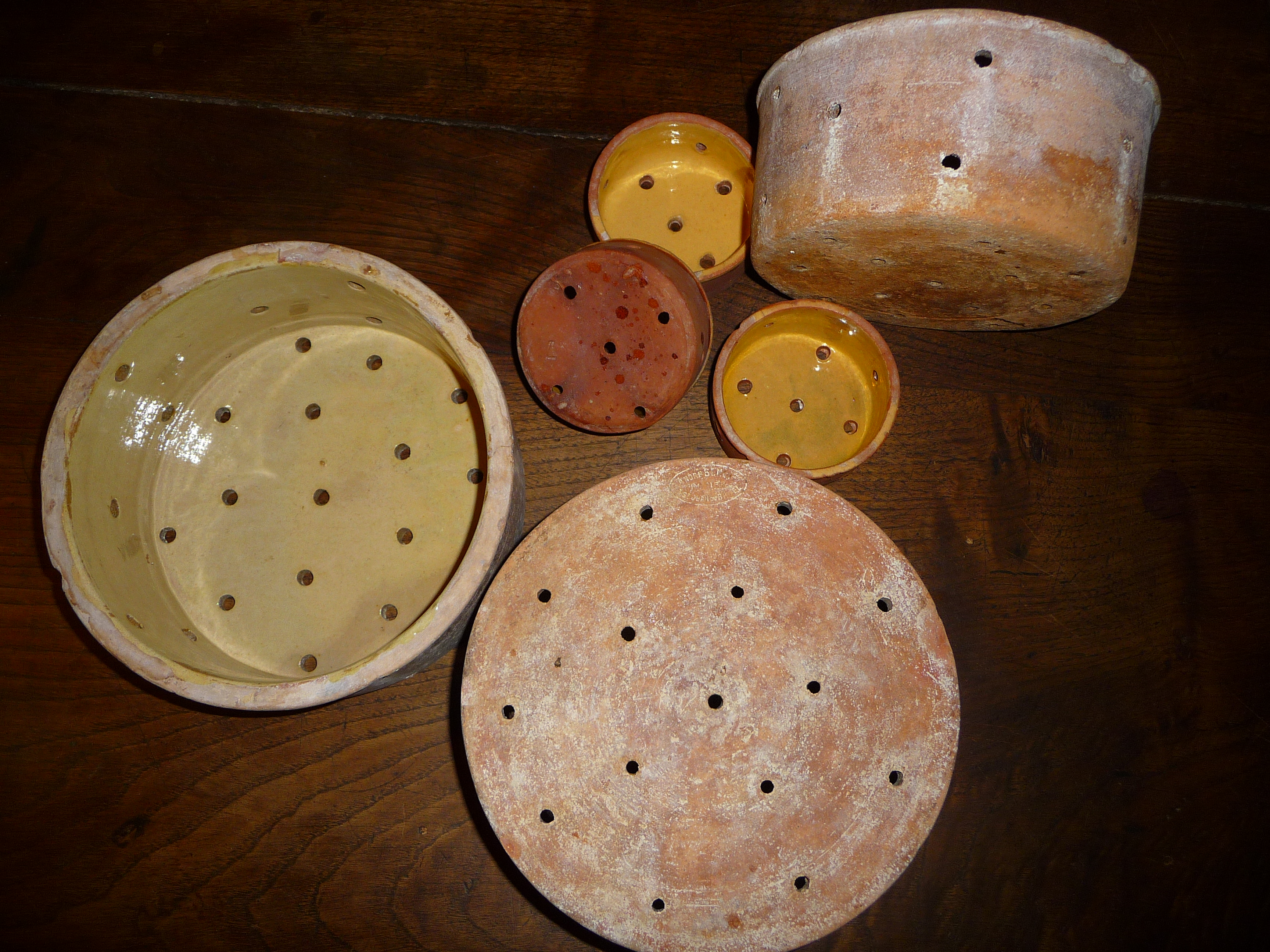
Faisselles anciennes en terre cuite fabriqués à Saint-Jean-du-Bruel pour fromages de lait de brebis. On peut observer le calcium solidifié aux sorties des perforations.

La fabrication initiale et traditionnelle consiste à laisser simplement du lait à la température ambiante. Le lactose absorbé par les bactéries lactiques présentes dans le liquide, est hydrolysé en galactose et glucose et ce dernier est finalement métabolisé en acide lactique. L'acide déshydrate les micelles de caséines. Le lait coagule et se transforme en caillé et petit lait.
Le caillé, égoutté dans un linge ou dans un récipient percé de trous qui a donné son nom à un fromage (la faisselle), présente une texture friable et peut être éventuellement mis en forme dans un moule. En le remuant, on peut le lisser. On peut également modifier son goût en y ajoutant de la crème et même des herbes aromatiques. Sa conservation, pendant laquelle du lactosérum peut encore se dégager, est limitée.
Actuellement, les traitements thermiques ou chimiques du lait obligent à procéder à un ensemencement par des souches de bactéries lactiques mésophiles (Lactococcus lactis). Lorsque le lait a atteint le pH 6,3, on rajoute de la présure pour raffermir le coagulum et diminuer les pertes de caséine dans le lactosérum. La fermentation dure de 14 à 16 heures et se termine quand le pH atteint 4,5.

## Composition
Le fromage blanc est souvent préparé à partir de lait de vache, mais d'autres laits conviennent aussi. On trouve dans le commerce en France, des produits vendus sous l'appellation de « fromage blanc de chèvre » ou de brebis.
Le pourcentage de matière grasse par rapport à la masse totale sèche peut varier par l’ajout de crème : généralement 0 %, 20 % ou 40 %. Mais ce pourcentage étant calculé sur 100 g d'extrait sec (une fois qu'on a retiré l'eau), la teneur réelle du produit n'est plus que 3,5 % pour le 20 % et de 7 à 8 % pour le 40 %. Voici les données de la « Table de composition nutritionnelle des aliments Ciqual 2012 » rassemblant les études sur les aliments consommés en France (non valables pour les pays où les modes de fabrication sont différents).
| Fromage blanc battu au lait entier nature (teneur moyenne pour 100 g d'aliment comestible, d'après ANSES) |                             |                      |                        |
| eau : 81,3 g                                                                                              | valeur énergétique : 481 kJ | cholestérol : 8,6 mg | fibres : traces        |
| protéines : 6,8 g                                                                                         | lipides : 8,11 g            | glucides : 3,47 g    | sucres simples : 3 g   |
| oligo-éléments                                                                                            |                             |                      |                        |
| potassium : 101 mg                                                                                        | magnésium : 10,2 mg         | phosphore : 102 mg   | calcium : 113 mg       |
| sodium : 32,7 mg                                                                                          | cuivre : 0,03 mg            | fer : 0,08 mg        | zinc : 0,41 mg         |
| vitamines                                                                                                 |                             |                      |                        |
| vitamine C : traces                                                                                       | vitamine B1 : 38 µg         | vitamine B2 : 240 µg | vitamine B3 : 250 µg   |
| vitamine B5 : 340 µg                                                                                      | vitamine B6 : 45 µg         | vitamine B9 : 26 µg  | vitamine B12 : 0,34 µg |
| vitamine D : <0,2 µg                                                                                      | rétinol : 68 µg             | vitamine E : 170 µg  | bêta-carotène : 29 µg  |

Le fromage blanc au lait entier est une bonne source de protéine, de calcium et de phosphore.
Le fromage blanc à 0 % de matière grasse contient environ 87 % d’eau. C'est un produit laitier qui est toujours riche en protéines et calcium mais il ne contient pratiquement plus de matières grasses et n'a donc plus de vitamine A (rétinol) et D véhiculées par la matière grasse. Par conséquent, il a une valeur énergétique deux fois et demi plus faible.
| Fromage blanc battu 0 % MG nature (teneur moyenne pour 100 g d'aliment comestible, d'après ANSES) |                             |                      |                      |
| eau : 86,8 g                                                                                      | valeur énergétique : 193 kJ | cholestérol : traces | calcium : 118 mg     |
| protéines : 7,4 g                                                                                 | lipides : 0,18 g            | glucides : 4 g       | sucres simples : 3 g |

Le fromage blanc est facile à digérer et ne présente pas les mêmes difficultés de digestion que le lait, puisqu’il a subi une transformation par ferments lactiques. C'est donc une bonne source de calcium et de protéines.
Cependant, le fromage blanc ayant un temps de caillage court, on y trouve encore du lactose en quantité non négligeable (de 2 à 3 %), ce qui peut poser des problèmes pour les personnes intolérantes à ce sucre.

## Utilisations

### Alimentaires

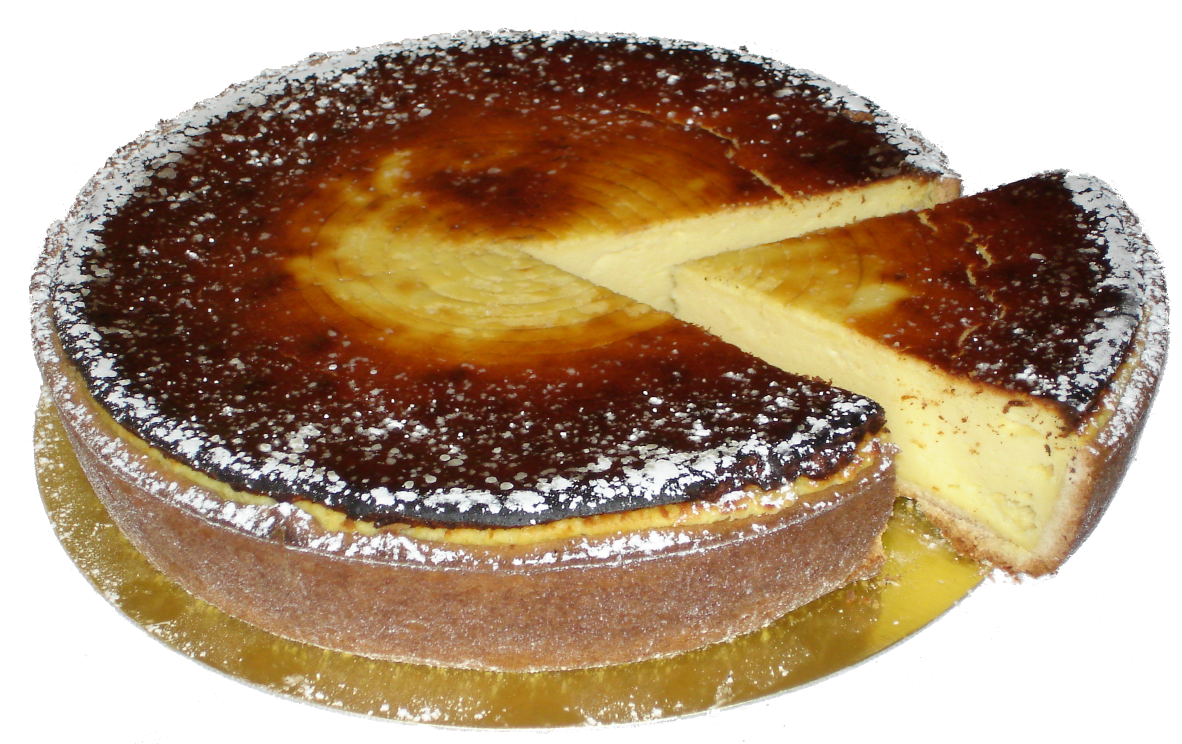
Une tarte au fromage blanc

Le fromage blanc peut se consommer nature. Il entre dans la composition de nombreux mets, sucrés ou salés.
En France, il se déguste principalement au dessert avec de la confiture, du miel ou simplement du sucre. Il accompagne à merveille les fruits rouges comme les fraises et framboises. Des morceaux de pommes ou de poires conviennent aussi. On confectionne aussi des clafoutis de cerises au fromage blanc ou des charlottes au fromage blanc.
On l'apprécie aussi salé en entrée, avec de fines herbes et de l’échalote comme la cervelle de canut. Il accompagne bien les épinards. On fait fondre les épinards dans une poêle et quand ils sont réduits, on sale, poivre et on ajoute le fromage blanc. La tarte au fromage blanc est aussi réputée en Moselle et en Lorraine sous le nom de Käskueche, ou de Käseküche en Alsace.

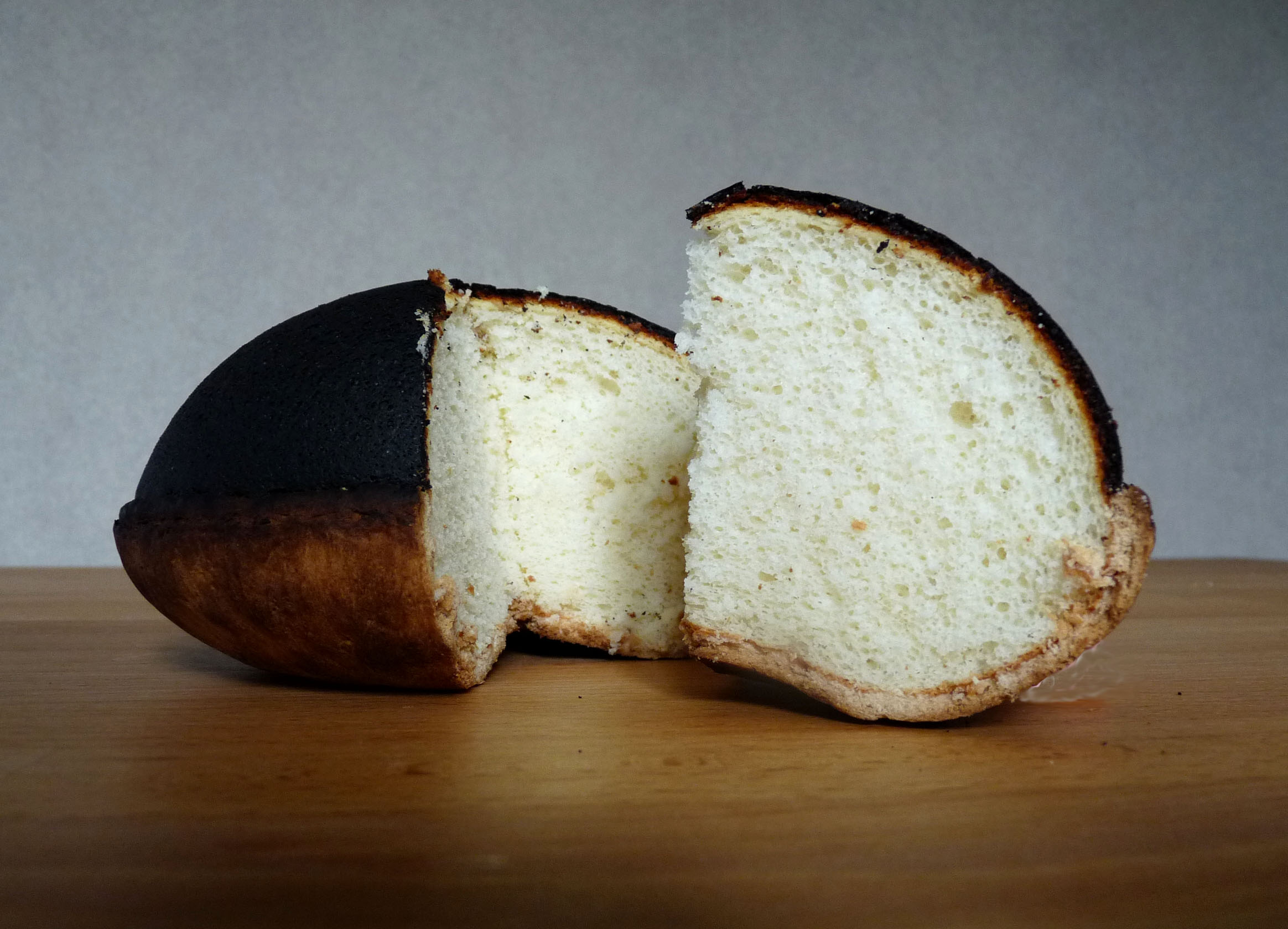
Tourteau fromagé

On l'utilise pour les zakouskis, les mises en bouches, les sandwichs, les salades, les pierogi, la gibanica, pour faire des gâteaux comme le sernik, la tarte de Metz, le belokranjska povitica, la tarte au maton, le tourteau fromagé poitevin (au fromage blanc de chèvre) et la Flammeküche (tarte flambée) Alsacienne etc.
Au petit-déjeuner, il accompagne les fruits, les confitures, les céréales de petit-déjeuner.

### En peinture

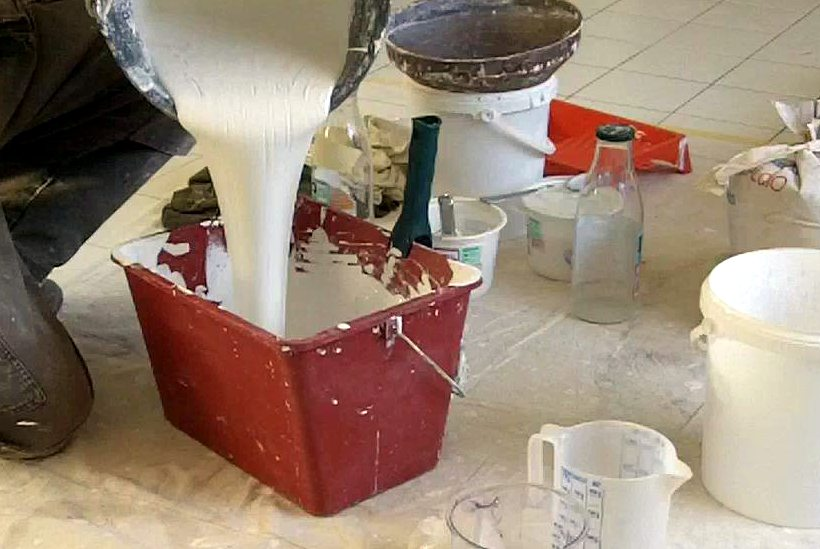
Peinture au fromage.

Il entre également dans la composition de la peinture naturelle, dite « peinture au fromage », considérée au XIXe siècle comme l'un des meilleurs et plus économiques badigeons.
Dans ce cas, le fromage blanc maigre 0 % est privilégié[réf. nécessaire]. La caséine sera mise au contact d'une base comme la chaux aérienne pour passer de l'état de protéine à celui de liant ou de colle (colle de caséine).

## Argot
« Fromage blanc » est une métaphore pour désigner péjorativement les « Français de souche », dans le parler des cités.